# Джон Баррі
Джон Баррі (англ. John Barry, Офіцер (OBE), ім'я при народженні Джон Баррі Прендергаст, John Barry Prendergast;нар. 3 листопада 1933, Йорк, Англія — 30 січня 2011, Нью-Йорк, США) — англійський композитор, автор музики до фільмів, володар нагород «Золотий глобус» і BAFTA, п'ятикратний лауреат премії «Оскар». Найвідоміший як автор музики до 11 фільмів про Джеймса Бонда, справив великий вплив на стиль серії фільмів про агента 007.

## Біографія
Баррі здобув освіту в Школі Св. Петра (St Peter's School) в Йорку, а уроки композиції йому давав Френсіс Джексон, органіст Йоркського мінстера. До середини 1970-х Баррі прожив у своїй рідній Англії та в Іспанії, уникаючи британської системи оподаткування, але згодом переїхав до США, в Ойстер-бей недалеко від Нью-Йорка.
Баррі був одружений чотири рази. Три перших шлюби закінчувалися розлученнями: Барбара Пікард 1959–1963; Джейн Біркін 1965–1968; і Джейн Сідні 1969–1971. На своїй четвертій дружині, Лорі Баррі, він одружився 3 січня 1978. У нього троє дітей, по одному від першого, другого і четвертого шлюбів.
У 1988 році Баррі лікувався від синдрому спонтанного розриву стравоходу, після чого став схильний до пневмонії. Джон Баррі помер у Нью-Йорку 30 січня 2011 від інфаркту.

## Творчість
Попри те, що його батьки працювали в кіно-бізнесі, виступати як музикант Баррі почав тільки під час служби в армії. Пройшовши курс заочного навчання у джазового композитора Білла Руссо і зробивши аранжування для деяких музичних колективів того часу, він заснував «John Barry Seven». Тоді ж Баррі познайомився з Адамом Фейтом і почав складати пісні спільно з Лесом Вандайком, а також музику до фільмів від імені цього співака. Коли в 1960 році Фейт зняв свій перший фільм «Beat Girl», Баррі виступив композитором, аранжувальником та диригентом музики, яка стала не тільки першим фільмом для Баррі, а й першим альбомом-саундтреком, що вийшов у Великій Британії на LP. Також Баррі склав музику до інших фільмів Фейта.
З 1959 по 1962 Баррі працював на студії EMI, створюючи оркестровий акомпанемент для музикантів, що записувалася на цьому лейблі. Починаючи з 1962 року, Баррі перейшов на лейбл Ember Records, на якому він виступав продюсером і аранжувальником альбомів.
Ці успіхи привернули увагу продюсерів нового фільму під назвою «Доктор Но», яких не влаштовувала головна тема Джеймса Бонда, написана Монті Норманом. Баррі був прийнятий на роботу, а результатом стала одна з найвідоміших фірмових мелодій в історії кіно, «Тема Джеймса Бонда». (Її авторство дісталося Монті Норману). Коли продюсери залучили до створення наступного фільму про Джеймса Бонда «З Росії з любов'ю» Лайнела Барта, вони виявили, що Барт не вміє ані читати ноти, ані писати музику. Попри те, що Барт написав заголовну пісню для фільму, продюсери згадали про аранжування Баррі «Теми Джеймса Бонда» і про його участь у створенні і аранжуванні музики до декількох фільмів за участю Адама Фейта. Лайнел Барт також рекомендував Баррі продюсеру Стенлі Бейкеру для фільму «Зулуси». Барт і Баррі разом працювали над фільмом «Людина посередині».
Це стало поворотною точкою в кар'єрі Баррі, і згодом він став одним з найвідоміших композиторів свого часу, ставши володарем п'яти премій «Оскар», а також чотирьох нагород «Греммі», написавши чудову музику для фільмів «Лев узимку», «Опівнічний ковбой», «Народжена вільною» і «Десь в часі».
Вважається, що у Баррі свій оригінальний стиль, який полягає в соковитих струнних і обширному використанні духових. При цьому, він ще й інноватор — він був першим, хто задіяв синтезатори в музиці до фільму («На секретній службі Її Величності»), і став широко використовувати популярних музикантів і популярні пісні у «Опівнічному ковбої».
Баррі написав заголовну музичну тему для телесеріалу «Майстри умовляння — Шукачі-аматори екстра-класу», також відомого під назвою «Невезучі герої», в якому Тоні Кертіс і Роджер Мур в парі грали багатих плейбоїв, які розкривають складні злочини. Музична тема стала хітом в деяких європейських країнах і перевипускалася на збірках диско-хітів 1970-х років. На записі присутні синтезатори Мога. Баррі також є автором музики до кількох мюзиклів, в тому числі «Готель „Квітка Пристрасті“» (слова Тревора Пікока), вдалою постановкою мюзиклу «Біллі» на Вест-енді (слова Дона Блека), а також двох провальних бродвейських вистав, «Маленький принц і авіатор» і «Лоліта, любов моя», в якій автором слів виступив Алан Джей Лернер.
У 1990 році Джон Баррі написав музику до стрічки «Той, що танцює з вовками», яка була удостоєна премії «Оскар» (див. «Dances with Wolves (саундтрек)»).
У 2006 році Баррі виступив виконавчим продюсером альбому під назвою «Here's to the Heroes» австралійського ансамблю Десять Тенорів. На альбомі представлено кілька пісень, які Баррі склав спільно зі своїм приятелем і автором слів до пісень, Доном Блеком.
Оркестровки Баррі нерідко поєднують у собі валторни і струнні таким чином, що його музика стає миттєво впізнаваною. Даючи фільму не тільки головну тему, але і всю партитуру звукової доріжки, музика Баррі нерідко робить свій внесок в одержання фільмом прихильного прийому, як наприклад у випадку з «Опівнічним ковбоєм», «З Африки» і «Танцями з вовками».
У жовтні 2007 року Джон Баррі оголосив про домовленість з Universal Music France на 2 альбоми. Вони повинні стати його першими сольними роботами за 7 років. Очікується, що один з них буде джазовим, а інший — класичним, за прикладом раніше виданих ним «The Beyondness of Things» і «Eternal Echoes».

### Фільми про Джеймса Бонда

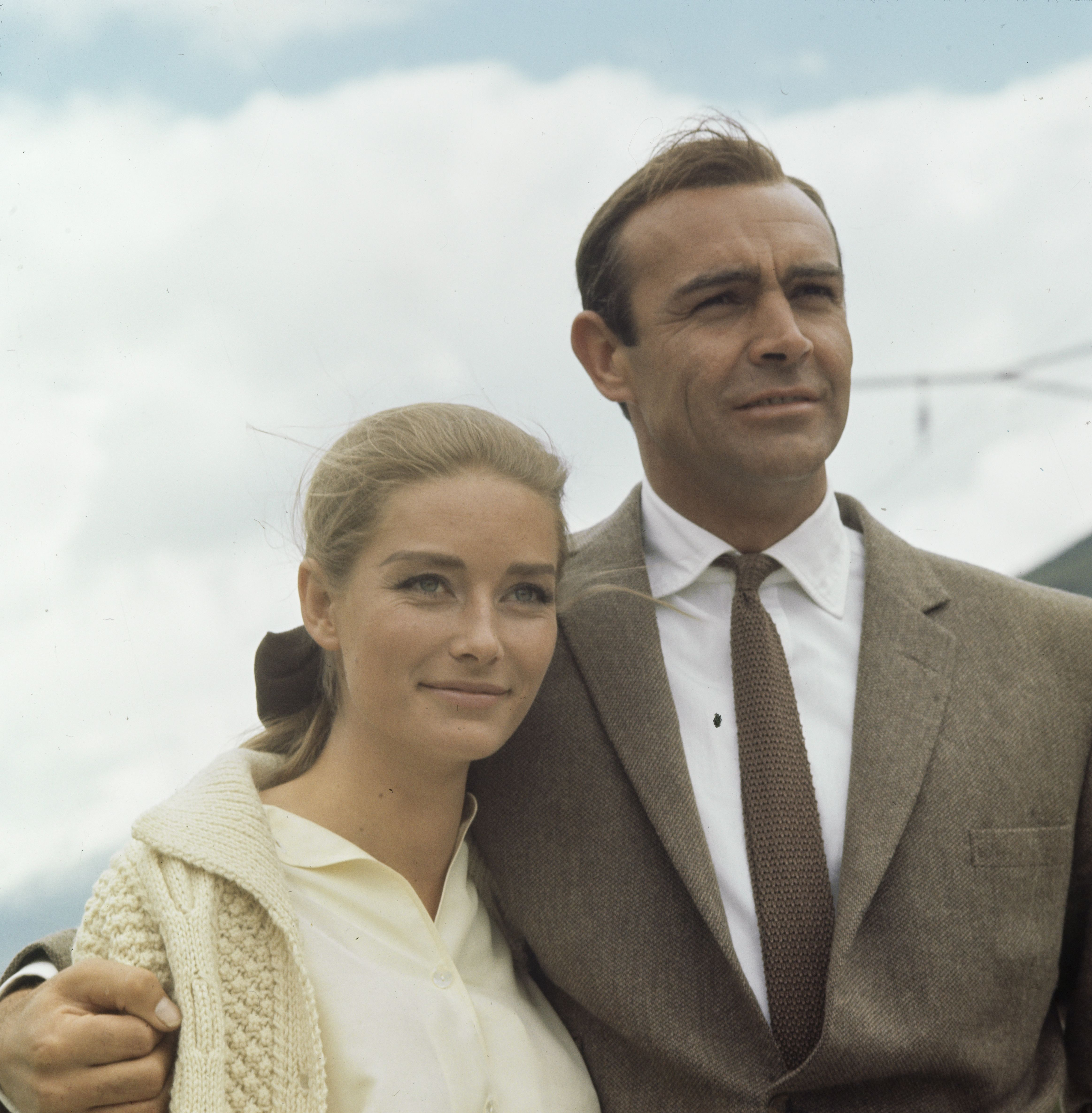
Шон Коннері в ролі Джеймса Бонда і Таня Маллет в ролі Тіллі Мастерсон у фільмі "007 - Голдфінгер" під час знімання на перевалі Фурка та в Андерматті.

Після успіху «Доктора Ноу», Баррі написав музику до одинадцяти з наступних 14 фільмів про Джеймса Бонда (але завжди автором "Теми Джеймса Бонда" вказувався Монті Норман).
За той час, що Баррі писав музику до фільмів про Бонда, істотно зріс продаж саундтреків до фільмів — шанувальникам дуже імпонував його підхід до оркестровці. Для «З Росії з любов'ю» він склав «007», альтернативну «фірмову» тему Джеймса Бонда, пізніше використану в чотирьох інших фільмах Бондіани («Кульова блискавка», «Живеш тільки двічі», «Діаманти назавжди», «Мунрейкер»). На музичну тему «Stalking» з рекламного ролика до «З Росії з любов'ю», зробив свою кавер-версію його колега Марвін Гемліш для «Шпигуна, який мене кохав» (1977). (Слова для головної пісні з фільму «З Росії з любов'ю» написав Лайнел Барт, який згодом став автором мюзиклу «Олівер!»).
У фільмі «Голдфінгер» він далі удосконалив впізнаване «бондівське» звучання — міцну суміш з духових інструментів, джазу та чуттєвих мелодій.
У міру дорослішання композитора, музика до фільмів про Бонда дедалі більше концентрувалася на соковитих мелодіях, таких як у «Мунрейкері» і у «Восьминіжці». Музика Баррі до «Виду на вбивство» була досить традиційною, тим не менш, плодом його співпраці з групою Duran Duran над заголовною піснею стала сучасна і одна з найуспішніших тем Бондіани на сьогодні, що піднялася на перше місце в американських і на друге місце в британських синглових чартах. І «Вид на вбивство» і тема з «Живі вогні» групи A-ha поєднували в собі популярний музичний стиль цих виконавців з оркестровками Баррі.
- «Доктор Ноу» (1962) — «Тема Джеймса Бонда» (тільки в титрах фільму)
- «З Росії з любов'ю» (автор слів Лайнел Барт) (1963)
- «Голдфінгер» (1964)
- «Кульова блискавка» (1965)
- «Живеш тільки двічі» (1967)
- «На секретній службі Її Величності» (1969)
- «Діаманти залишаються назавжди» (1971)
- «Чоловік із золотим пістолетом» (1974)
- «Мунрейкер» (1979)
- «Восьминіжка» (1983)
- «Вид на вбивство» (1985)
- «Живі вогні» (1987)

## Нагороди та номінації
У 1999 році Баррі став офіцером Ордену Британської імперії (OBE) за заслуги в музиці. 2005 року він отримав стипендію Академії BAFTA. 2005 року Американський інститут кіномистецтва поставив музику Баррі до фільму «З Африки» на 15 місце у списку найкращих музичних творів до фільмів. Його музика та оригінальні пісні до наступних фільмів були номіновані:
- Голдфінгер (1964)
- Born Free (1966)
- The Lion in Winter (1968)
- Mary, Queen of Scots (1971)
- The Dove (1974)
- 1977 — Безодня / (The Deep)
- Somewhere in Time (1980)
- Body Heat (1981)
- З Африки (1985)
- A View to a Kill (1985)
- Dances with Wolves (1990)
- Chaplin (1992)

### Accolades
| Award               | Year | Project                                                      | Category                                                         | Outcome   |
| ------------------- | ---- | ------------------------------------------------------------ | ---------------------------------------------------------------- | --------- |
| Academy Awards      | 1966 | Народжена вільною                                            | Best Original Music Score                                        | Перемога  |
| Academy Awards      | 1966 | «Born Free» (from Born Free), with Don Black                 | Best Original Song                                               | Перемога  |
| Academy Awards      | 1968 | The Lion in Winter                                           | Best Original Music Score — For a Motion Picture (Not a Musical) | Перемога  |
| Academy Awards      | 1971 | Mary, Queen of Scots                                         | Best Original Dramatic Score                                     | Номінація |
| Academy Awards      | 1985 | Out of Africa                                                | Best Original Score                                              | Перемога  |
| Academy Awards      | 1990 | Dances with Wolves                                           | Best Original Score                                              | Перемога  |
| Academy Awards      | 1992 | Chaplin                                                      | Best Original Score                                              | Номінація |
| BAFTA Awards        | 1968 | The Lion in Winter                                           | Anthony Asquith Award for Film Music                             | Перемога  |
| BAFTA Awards        | 1986 | Out of Africa                                                | Best Score                                                       | Номінація |
| BAFTA Awards        | 1991 | Dances with Wolves                                           | Best Original Film Score                                         | Номінація |
| BAFTA Awards        | 2005 |                                                              | BAFTA Academy Fellowship Award                                   | Перемога  |
| Golden Globe Awards | 1966 | «Born Free» (from Born Free), with Don Black                 | Best Original Song                                               | Номінація |
| Golden Globe Awards | 1968 | The Lion in Winter                                           | Best Original Score                                              | Номінація |
| Golden Globe Awards | 1971 | Mary, Queen of Scots                                         | Best Original Score                                              | Номінація |
| Golden Globe Awards | 1974 | «Sail the Summer Winds» (фільм The Dove), with Don Black     | Best Original Song                                               | Номінація |
| Golden Globe Awards | 1977 | «Down Deep Inside» (фільм Безодня), with Donna Summer        | Best Original Song                                               | Номінація |
| Golden Globe Awards | 1981 | Somewhere in Time                                            | Best Original Score                                              | Номінація |
| Golden Globe Awards | 1985 | Out of Africa                                                | Best Original Score                                              | Перемога  |
| Golden Globe Awards | 1985 | «A View to a Kill» (from A View to a Kill), with Duran Duran | Best Original Song                                               | Номінація |
| Golden Globe Awards | 1990 | Dances with Wolves                                           | Best Original Score                                              | Номінація |
| Golden Globe Awards | 1992 | Chaplin                                                      | Best Original Score                                              | Номінація |

Grammy Award
- 1969 Best Instrumental Theme for Midnight Cowboy[5]
- 1985 Best Jazz Instrumental Performance, Big Band for The Cotton Club[5]
- 1985 Best Instrumental Composition for Out of Africa[5]
- 1991 Best Instrumental Composition for Dances with Wolves[5]

Grammy Award nominations
- 1965 Grammy Award for Best Score Soundtrack for Visual Media for Goldfinger

Emmy Award nominations
- 1964 Outstanding Achievement in Composing Original Music for Television for Elizabeth Taylor in London (a 1963 television special)[6]
- 1977 Outstanding Achievement in Music Composition for a Special (Dramatic Underscore) for Eleanor and Franklin: The White House Years[6]

Golden Raspberry Award
- 1981 Worst Musical Score for The Legend of the Lone Ranger

Max Steiner Lifetime Achievement Award (presented by the City of Vienna)
- 2009[7]

Lifetime Achievement Award from World Soundtrack Academy (presented at the Ghent Film Festival)
- 2010

In 2011, he received the Brit Award for Outstanding Contribution to Music.
Barry was inducted into the Songwriters Hall of Fame in 1998.